# Skoghalls bruk

Skoghalls Bruk är en anläggning i Skoghall inom företaget Stora Enso Skoghall AB, som är en del av Stora Enso. Skoghalls Bruk är en av världens största tillverkare av livsmedelskartong. Företaget utvecklar och producerar vätskekartong
till förpackningar för bland annat juice, mjölk och vin, liksom kartong till förpackningar för torra livsmedel.

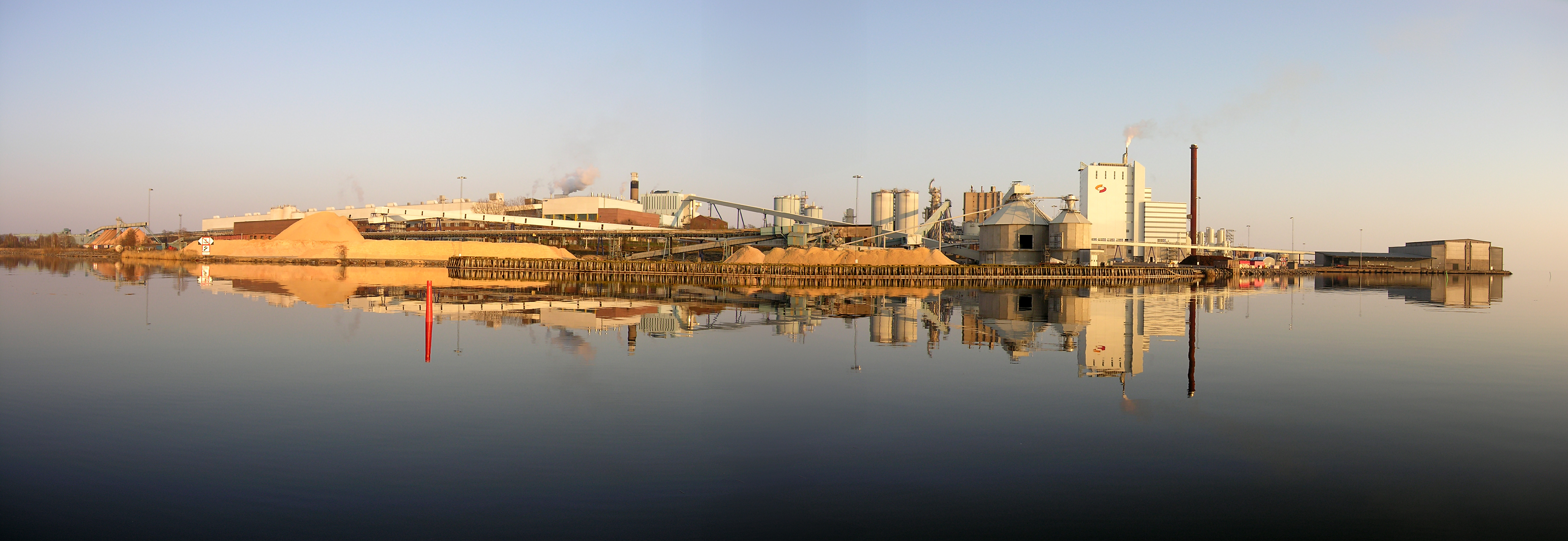
Skoghalls Bruk

Företaget Stora Enso Skoghall AB består av tre enheter, där massaberedning och kartongproduktion sker vid Skoghalls Bruk. I Forshaga beläggs kartongen med olika barriärer, huvudsakligen polyeten. Karlstad Research Centre bidrar med utveckling av produkter. Sammanlagt arbetar drygt 1000 personer på Stora Enso Skoghall AB, vilket gör dem till en av Värmlands största arbetsgivare. 
Skoghalls Bruks årliga produktion överstiger 700 000 ton kartong. Den svenska marknaden svarar för 15 procent av volymerna och 85 procent exporteras.
Skoghalls Bruk är ett integrerat kartongbruk där en stor del av massan som används vid framställningen av kartongen tillverkas på plats. Här finns två massafabriker, en för sulfat/kemisk massa och en för CTMP/mekanisk massa, som båda baseras på barrved. Därutöver köps kortfibrig lövvedsmassa för kartongens ytskikt. Produktionen sker på två stora kartongmaskiner. KM7, som installerades 1977, har uppgraderats genom åren och har idag en kapacitet på knappt 300 000 ton per år. KM8 togs i drift 1996 och är en av världens största kartongmaskiner med en årskapacitet på 440 000 ton.

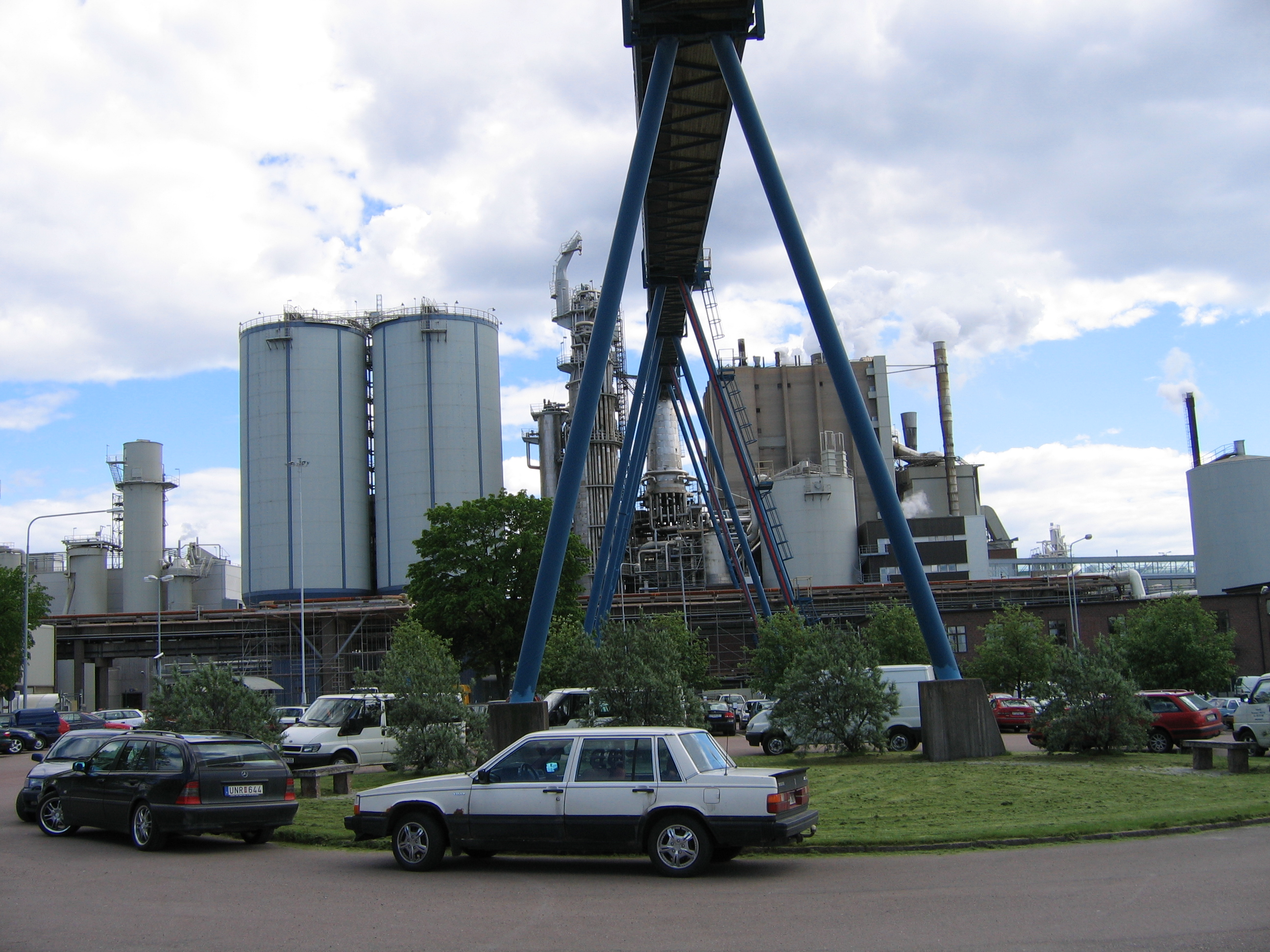
Kokeriet (bland annat) på Skoghallsverken